# 臨界宇宙
臨界宇宙是指一種宇宙存在的型態，其密度參數{\displaystyle \Omega \,} = 1。定義一個宇宙開始擴張的臨界速率，若在宇宙擴張之初，物質的運動速率大於臨界速率，則物質間的重力將無法阻止宇宙擴張的傾向，反之，有一天，宇宙會停止擴張並開始收縮。最後，所有的物質收縮到一個沒有體積的點上，也就是大霹靂初始狀態的奇異點。若宇宙擴張的初始速率剛好等於臨界速率，則宇宙會保持不斷擴張的最小初始速率，也就是臨界宇宙。

## 宇宙類型
科學家們將宇宙的類型大致粗分為三種，開放型的宇宙、臨界型的宇宙、封閉型的宇宙。開放型的宇宙，會不斷的擴張，其宇宙擴張速率遠大於臨界速率，而導致不會有星體的生成；封閉型的宇宙，因為宇宙的擴張速率小於臨界速率，故擴張到一定程度之後就會開始收縮，也不會導致星體的生成；臨界型的宇宙，擴張速率和界速率差不多，但宇宙會保持慢慢的繼續擴張下去，並會在過程中讓星體產生。

## 臨界速率
根據大霹靂理論，人類存在的宇宙從大霹靂之後就開始膨脹。 將一物體往上拋，因為地球的萬有引力，物體最後會掉落在地面，若物理以秒速11公里往上運動，物體將不會被地球的萬有引力拉回來。這速率就是發射火箭的臨界速率，太空科學家稱之為地球的脫離速率。

## 臨界宇宙的成因
類似的理論適用於任何正在向外膨脹、並且受到重力影響而不斷減速的物質系統。如果系統向外運動的動能超過了向內拉的重力所產生的能量，這個系統的速率就會超過脫離速率，因而將會永遠不同的膨脹。但是，如果系統相互之間的重力吸引過強的話，那麼這個系統終將停止膨脹，然後開始向內收縮，最終會聚集在一起。
將此類似的理論用在現在假設的宇宙，重力產生向內拉的力，宇宙膨脹是向外的力。若重力的拉力和向外膨脹的力大小極為相似(重力略小)，則會造就臨界宇宙。

## 現在的宇宙類型
現在的宇宙擴張方式和臨界宇宙極為接近。由於這兩者太接近，科學家不敢斷定宇宙到底屬於那一種類型，也不能斷言人類所處宇宙的最終命運。宇宙學家將這個巧合，視為這個宇宙的一項特殊性質。若宇宙剛開始時的初始速率不等於臨界速率，那麼隨著宇宙的不斷擴張與老化，就一定會與臨界宇宙的差距越來越大。現今宇宙已經持續擴張了約一百三十七億年，仍和臨界宇宙相當接近，以致到目前為止，仍無法確定它的屬性。根據計算，與臨界宇宙相差不超過{\displaystyle 10^{-31}}。

## 星體的形成和宇宙類型的關係
如果宇宙擴張的初始速率遠大於臨界速率，那麼重力就永遠無法聚集鄰近的物質而凝聚成星系和星體。
在宇宙的演化過程中，恆星的形成是一個關鍵步驟，恆星是由大量的物質凝聚而成的，而在凝聚的過程中，恆星中心會產生足以引發物質進行自發核反應的高壓。這些在恆星內部進行的核反應，會使氫原子核漸漸燃燒變成氦原子核，這個過程跨越了恆星生命史中極長的一段時期(我們的太陽目前正在進行這個過程)。但是當恆星步入生命的末期，它將會遭遇到嚴重的核能危機，因而進入一個急速變化的核爆時期，此時氦原子迅速燃燒變成碳、氮、氧、矽、磷等等生化反應不可或缺的元素。最後當恆星爆炸變成了超新星時，這些元素都會被拋散在太空中，經過長遠時間後化作行星或人類的一部分。構成宇宙的複雜度以及生命的各種元素，全都源自恆星的演化；人體內每一個碳原子的原子核，也都產生於恆星之中。
因此如果宇宙擴張的速率比臨界宇宙快的話，絕不會有恆星出現，因此也就不可能形成建構生命的基件，不論是複雜的碳基人類或是矽基電腦。而那些擴張速率太小的宇宙，早在恆星能夠形成、爆炸、製造生命基件之前，整個宇宙就已經開始收縮。因此在那種宇宙中，也絕對不可能演化成生命。

## 生命只能存在臨界宇宙
從以上可以發現一件事：只有持續擴張了至少幾十億年，卻仍與臨界宇宙非常接近的宇宙，才有可能從中產生足夠的基件，進而組成複雜結構，形成如人類等高複雜度的生命體。